# ايشيكاوا (تشيبا)
ايشيكاوا هي مدينة تقع في اليابان في محافظة تشيبا. يقدر عدد سكانها بـ 469,603 نسمة ومساحتها 57.40 كم2.

## المدن التوأمة
مدينة ميدان (سومطرة) هي مدينة توأمة لـايشيكاوا تشيبا.

## أعلام
- شياكي ميناميياما
- كودا روهان
- كينجي هانيدا
- يوكي آبي
- أتسكو مايدا
- تاكايوكي تشانو